# Mościsko (powiat oławski)
Mościsko – osada w Polsce, położona w województwie dolnośląskim, w powiecie oławskim, w gminie Jelcz-Laskowice.
W latach 1975–1998 osada administracyjnie należała do ówczesnego województwa wrocławskiego.